# Чисть (Ленинградская область)
Чисть — деревня в Ефимовском городском поселении Бокситогорского района Ленинградской области.

## Название
Происходит от термина чисть — «место, где вырублен лес», иногда — «безлесное сфагновое болото».

## История
Деревня Чисти упоминается на карте Новгородского наместничества 1792 года А. М. Вильбрехта.

ЧИСТИ (СЕЛО-ВЕЛИКОЕ) — деревня Турандинского общества с усадьбой, прихода села Озерева.

Крестьянских дворов — 10. Строений — 20, в том числе жилых — 10. 

Число жителей по семейным спискам 1879 г.: 24 м. п., 27 ж. п.; по приходским сведениям 1879 г.: 23 м. п., 34 ж. п.

В усадьбе строений — 8, в том числе жилых — 1. Число жителей по приходским сведениям 1879 г.: 3 м. п., 3 ж. п.

В конце XIX — начале XX века деревня административно относилась к Тарантаевской волости 5-го земского участка 3-го стана Тихвинского уезда Новгородской губернии.

ЧИСТЬ (ВЕЛИКОЕ) — деревня Турандинского общества, число дворов — 12, число домов — 13, число жителей: 20 м. п., 22 ж. п.; Занятия жителей: земледелие, лесные заработки. Река Чагода.

ЧИСТЬ — усадьба наследников Богдановых, число дворов — 1, число домов — 1, число жителей: 3 м. п., 4 ж. п.; Занятия жителей: земледелие. Река Чагода. Часовня, смежна с дер. Чисть. (1910 год)

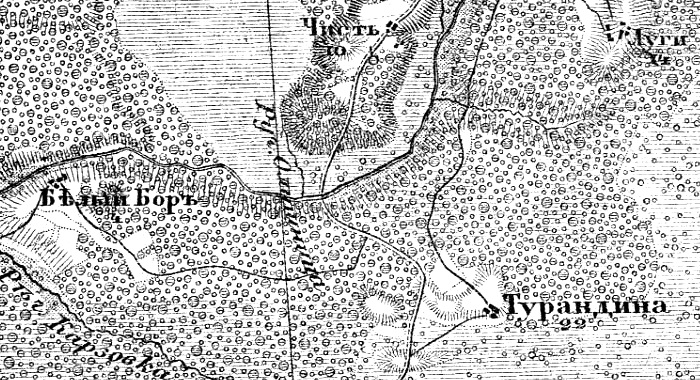
Деревня Чисть на карте 1912 года

Согласно военно-топографической карте Новгородской губернии издания 1912 года, деревня насчитывала 10 крестьянских дворов.
По данным 1933 года деревня Чисть входила в состав Турандинского сельсовета Ефимовского района.
По данным 1966 и 1973 годов деревня Чисть входила в состав Озеревского сельсовета.
По данным 1990 года деревня Чисть входила в состав Климовского сельсовета.
В 1997 году в деревне Чисть Климовской волости проживали 3 человека, в 2002 году — 4 человека (все русские).
В 2007 году в деревне Чисть Климовского СП проживал 1 человек, в 2010 году — также 1.
В мае 2019 года Климовское сельское поселение вошло в состав Ефимовского городского поселения.

## География
Деревня расположена в южной части района на автодороге 41К-030 (Красная Речка — Турандино).
Расстояние до деревни Климово — 1,5 км.
Расстояние до ближайшей железнодорожной станции Ефимовская — 47 км. 
Деревня находится на левом берегу реки Чагода.

## Демография
| 1997 | 2002 | 2007 | 2010 | 2017 |
| ---- | ---- | ---- | ---- | ---- |
| 3    | ↗4   | ↘1   | →1   | →1   |

## Инфраструктура
На 1 января 2013 года в деревне числилось 1 домохозяйство.